# HFC EDO in het seizoen 1963/64
Het seizoen 1963/1964 was het 10e jaar in het bestaan van de Haarlemse betaaldvoetbalclub EDO. De club kwam uit in de Tweede divisie A en eindigde daarin op de 16e plaats. Tevens deed de club mee aan het toernooi om de KNVB beker, hierin werd in de tweede ronde verloren van Feijenoord (0–3).

## Wedstrijdstatistieken

### Tweede divisie A
|       | Alkmaar '54 | Be Quick | 't Gooi | Haarlem | Heerenveen | Hilversum | HVC   | KFC   | Leeuwarden | PEC   | RCH   | Tubantia | ZFC   | Zwartemeer | Zwolsche Boys |
| ----- | ----------- | -------- | ------- | ------- | ---------- | --------- | ----- | ----- | ---------- | ----- | ----- | -------- | ----- | ---------- | ------------- |
| Thuis | 2 – 3       | 1 – 0    | 2 – 2   | 2 – 4   | 2 – 2      | 1 – 1     | 0 – 4 | 1 – 1 | 0 – 3      | 2 – 0 | 0 – 1 | 1 – 3    | 2 – 4 | 2 – 1      | 2 – 0         |
| Uit   | 0 – 1       | 4 – 2    | 0 – 0   | 6 – 0   | 0 – 4      | 1 – 0     | 2 – 0 | 3 – 0 | 6 – 1      | 4 – 1 | 1 – 2 | 2 – 1    | 2 – 1 | 2 – 0      | 1 – 1         |

### Degradatiewedstrijd
| Degradatiewedstrijd                                                                        | EDO                                              | 3 – 2 (2 – 1) | LONGA                           |
| 30 mei 1964 Plaats: Haarlem Jan Gijzenkade Toeschouwers: 3.000 Scheidsrechter: Wim Schalks | Berends 20' Roel Hopman 33' (pen.) J. van Beekum |               | 30' Leo Snijders 50' Timmermans |

### KNVB beker
| 1e ronde                                           | EDO                                  | 2 – 1 (1 – 0, 1 – 1) Na verlenging | Heracles                                  |
| 29 september 1963 Plaats: Haarlem Noordersportpark | H. van Beekum Doby Peters 97' (pen.) |                                    | 89' Hennie van Nee                        |
| 2e ronde                                           | EDO                                  | 0 – 3 (0 – 2)                      | Feijenoord                                |
| 17 november 1963 Plaats: Haarlem Noordersportpark  |                                      |                                    | 20' Henk Groot 32', 80' Frans Bouwmeester |

## Statistieken EDO 1963/1964

### Eindstand EDO in de Nederlandse Tweede divisie A 1963 / 1964
| Stand | Gespeeld | Gewonnen | Gelijk | Verloren | Punten | Doelpunten voor | Doelpunten tegen |
| ----- | -------- | -------- | ------ | -------- | ------ | --------------- | ---------------- |
| 16e   | 30       | 6        | 6      | 18       | 18     | 33              | 64               |

### Topscorers
| #                | Naam                               | Goal |
| ---------------- | ---------------------------------- | ---- |
| 1.               | Doby Peters                        | 12   |
| 2.               | E. Nijman                          | 4    |
| 3.               | Wim van Dusschoten                 | 3    |
| 3.               | Roel Hopman                        | 3    |
| 3.               | Gerrie Krooder                     | 3    |
| 6.               | Jonker                             | 2    |
| 7.               | J. van Beekum                      | 1    |
| 7.               | Frits van der Putten               | 1    |
| 7.               | Van der Smissen                    | 1    |
| 7.               | Hans Spiers                        | 1    |
| Eigen doelpunten |                                    |      |
| 1.               | Coen van Vilsteren (Zwolsche Boys) | 1    |
| 1.               | Hennie van der Zon (Alkmaar '54)   | 1    |
| Totaal           | Totaal                             | 33   |

| #      | Naam          | Goal |
| ------ | ------------- | ---- |
| 1.     | J. van Beekum | 1    |
| 1.     | Berends       | 1    |
| 1.     | Roel Hopman   | 1    |
| Totaal | Totaal        | 3    |

| #      | Naam          | Goal |
| ------ | ------------- | ---- |
| 1.     | H. van Beekum | 1    |
| 1.     | Doby Peters   | 1    |
| Totaal | Totaal        | 2    |